# Benito Sarti
Benito Sarti (23. juli 1936 - 4. februar 2020) var en italiensk fodboldspiller (forsvarer). 
Sarti tilbragte hele sin karriere i hjemlandet, hvor han blandt andet tilbragte ni sæsoner hos Juventus. Han vandt tre italienske mesterskaber og tre Coppa Italia-titler med klubben. Han spillede desuden seks kampe for det italienske landshold.

## Titler
Serie A
- 1960, 1961 og 1967 med Juventus

Coppa Italia
- 1959, 1960 og 1965 med Juventus